# فرناندو مارتينيز (لاعب كرة قدم مكسيكي)
فرناندو مارتينيز (بالإسبانية: Fernando Martínez Avendaño)‏ هو لاعب كرة قدم مكسيكي، ولد في 4 فبراير 1991.